# Wilhelm Michels
Wilhelm „Willi” Michels (ur. 27 września 1919 w Welper, obecnie część Hattingen, zm. 7 kwietnia 2003 w Herdecke) – niemiecki polityk, samorządowiec i związkowiec, parlamentarzysta krajowy i europejski.

## Życiorys
Po ukończeniu szkoły realnej uczył się zawodu formierza, zdał egzamin specjalistyczny. Pracował w przemyśle stalowym jako instruktor i pracownik technicznym. Od 1940 do 1945 walczył na froncie II wojny światowej, pod koniec wojny wzięty do niewoli. Po wojnie wszedł w skład rady pracowniczej huty w Hattingen. Został etatowym pracownikiem związku zawodowego IG Metall, należał do jego władz krajowych. Od 1967 do 1972 kierował branżową federacją związkową działającą w Europejskiej Wspólnocie Węgla i Stali.
W 1945 wstąpił do Socjaldemokratycznej Partii Niemiec. Od 1946 członek rady gminy Welper (włączonej później do Blankenstein, a następnie Hattingen), od 1951 do 1962 burmistrz tej gminy. W latach 1961–1972 zasiadał w Bundestagu, a od 1961 do 1964 był oddelegowany do Parlamentu Europejskiego.